# IHIビジネスサポート
株式会社IHIビジネスサポートは、IHIのグループ企業である。
主として他のIHI関連企業の運営サポートなどを行っている。

## 概要
保険、不動産（東京湾マリーナに関してはIHIから譲受）、IHIグループ各事務所の警備、土木建築、電気設備やボイラーなどのメンテナンス、構内店舗の運営や自販機の管理、物品販売、ケータリングやレストランの運営、人事業務（株式会社ヒューマン・アセット・サポートからの引き継ぎ）、旅行業務などのサービスを提供している。